# Carnaval del Toro Pullay
El carnaval del Toro Pullay es una festividad celebrada anualmente durante el mes de marzo en la localidad chilena de Tierra Amarilla. Además de la representación de personajes femeninos por parte de personas heterosexuales, la festividad cuenta con la participación activa de homosexuales y travestis de la zona mediante la caracterización de los personajes que forman parte de las murgas.

## Historia
No se tiene certeza sobre el inicio de la celebración del Carnaval del Toro Pullay, sin embargo se estableció que la fiesta del Toro Pullay se celebraba después del Carnaval de la Chaya, festividad celebrada entre febrero y marzo en la que los participantes se lanzaban agua con polvos, harinas u otros materiales como serpentinas o papel picado. La festividad habría dejado de celebrarse en 1945, siendo retomada en 1978 por la Agrupación Cultural Producciones.
La popularidad del carnaval del Toro Pullay ha llevado a que el corso sea replicado en otras comunas de la región de Atacama, como por ejemplo en Freirina, lugar donde se ha realizado desde 2017.

## Características
La festividad ritualiza el descontento y la rabia de grupos oprimidos (como mujeres y niños) en contra de una figura de autoridad (representada en un antiguo alcalde de la localidad que también habría sido patrón de un fundo del sector), celebrando su muerte. El final del carnaval se marca con la quema del Pullay.[cita requerida]
Una de las principales características del carnaval es que solamente los hombres se caracterizan para realizar los distintos personajes, recurriendo al travestismo para poder interpretar personajes femeninos. Entre los personajes destacados del carnaval se encuentran «el cura», «el diablo», «la viuda», «el muerto», «los toros» y «la loca de la cartera», este último basado en el personaje interpretado en el Circo Timoteo, compuesto principalmente por travestis.

### Personajes
Entre los personajes típicos que se presentan en el Carnaval del Toro Pullay se encuentran los siguientes:
- Pullay: corresponde a un muñeco de tamaño natural, relleno de paja y caracterizado con vestimenta formal a fin de representar la elegancia. El Pullay va montado en un burro, afirmado en un empotrado de madera que se introduce entre las piernas a fin de mantenerlo erguido sobre el animal
- La viuda: personaje que es representado por un hombre que en forma satírica se viste con ropas femeninas para representar a la mujer del Pullay. Vestida totalmente de negro, generalmente es acompañada de un pequeño muñeco que simula ser su hijo.
- Toros y caballos: las personas que se caracterizan como toros y caballos acompañan al Pullay cuando es paseado por las calles de Tierra Amarilla.
- El cura y el diablo: son dos personajes antagónicos, representantes del bien y del mal, quienes luchan por el alma y el destino del difunto Pullay.